# عظم وجني
العظم الوجني (بالإنجليزية: Zygomatic bone)‏ هو أحد عظام الجمجمة (واحد في كل جانب). يتمفصل العظم الوجني مع كل من الفك العلوي والعظم الجبهي والعظم الصدغي والعظم الوتدي. يشكل العظم الوجني جزءاً من الحجاج ويشار له بعظم الخد. يتوضع العظم في الجزء العلوي الوحشي من الوجه حيث يشكل بروز الخد، والجزء الوحشي وأرضية الحجاج، وأجزاء من الحفرتين الصدغية وتحت الصدغية.